# Anna Jimskaya
Anna Alexandrovna Jimskaya (Taixkent, 22 de gener del 1979) és una model i actriu uzbeka que treballa a Itàlia.

## Biografia
Anna Jimskaya prové del món del circ, on treballà durant dos anys com a acròbata, aprofitant les seves qualitats d'atleta, car de petita havia practicat la gimnàstica artística.
A finals de la dècada dels 90 marxà a Itàlia, on treballà primer com a model fotogràfic a Milà i estudià recitació. La seva gran oportunitat li donà Tinto Brass el 2005, amb la interpretació del film eròtic Monamour, a partir de la novel·la Amare Leon d'Alina Rizzi. Des de llavors, ha seguit treballant en diversos projectes cinematogràfics, televisius i teatrals.

## Filmografia

### Cinema
- Monamour, dirigida per Tinto Brass (2005)
- Nemici per la Pelle, dirigida per Rossella Drudi (2006)
- Le badanti, dirigida per Marco Pollini (2015)

### Televisió
- Ritornero, vídeo musical de Max Pezzali dirigit per Daniele Persica (2008)
- Il segreto di Arianna, mini sèrie de la RaiUno, dirigida per Gianni Lepre (2007)
- Troppo avanti, vídeo musical de Piotta & Caparezza (2008)
- Pump it up, vídeo musical de Danzal (2004)
- Quando finisce cosi, vídeo musical de Neffa (2003)

### Teatre
- Arlecchino servitore di due padroni comèdia, dirigida per Roberto Totola (1999)
- Uomini alla crisi finale, comèdia dirigida per Pino Ammendola (2007-2008-2009)
- Te lo do' io Pasquino, comèdia musical dirigida per Walter Croce i Prospero Richelmy (2008-2009)